# Aphyosemion campomaanense
Aphyosemion campomaanense är en fiskart som beskrevs av Agnèse, Brummett, Caminade, Catalan och Kornobis 2009. Aphyosemion campomaanense ingår i släktet Aphyosemion och familjen Nothobranchiidae. Inga underarter finns listade i Catalogue of Life.